# مصطفى الحلو
مصطفى الحلو لاعب كرة قدم سعودي و يلعب في خط الدفاع.

## مسيرة اللاعب
لعب سابقاً في الفئات السنية في نادي القارة والنادي الأهلي و بعدها لعب مع نادي القارة ونادي هجر ونادي الاتفاق.